# Connaître et protéger la nature
 (juillet 2017).
Si vous disposez d'ouvrages ou d'articles de référence ou si vous connaissez des sites web de qualité traitant du thème abordé ici, merci de compléter l'article en donnant les références utiles à sa vérifiabilité et en les liant à la section « Notes et références ».
Pour les articles homonymes, voir CPN.
Les clubs « Connaître et protéger la nature » (CPN) sont nés en 1972. Ils sont « les enfants de La Hulotte, le journal le plus lu dans les terriers » qui parle de la nature en conciliant rigueur scientifique et humour, et qui est très connu des enseignants et des chercheurs en sciences naturelles.

## Description
Un club CPN, c'est un groupe d'enfants, d'ados ou d'adultes qui s'intéressent à la nature et qui ont décidé de mieux Connaître et protéger la nature ensemble.
Un club CPN peut se créer entre copains ou en famille, dans une école ou un centre de loisirs, une association nature ou socio-culturelle (MJC, foyer rural, dans un mouvement de jeunesse ou un Parc naturel).
Créée en 1983, la Fédération des clubs Connaître et protéger la nature (FCPN) représente et fournit documents, conseils et assurance aux clubs CPN de France et du monde francophone. Son siège, comme celui de La Hulotte, se situe à Boult-aux-Bois, village des Ardennes, en Champagne-Ardenne. 

## Charte des clubs CPN
- Les clubs CPN sont ouverts à toute personne souhaitant Connaître et protéger la nature.
- Les clubs CPN constituent des écoles de "jeunes naturalistes" où la soif d'apprendre et de transmettre des connaissances constituent la motivation première des membres.
- Les clubs CPN sont en définitive des lieux d'apprentissage où les plus expérimentés accompagnent les novices.
- Les clubs CPN agissent localement en faveur de la nature : les actions de découverte et d'étude, de protection et de sensibilisation constituent leur cadre d'activité fondamental.
- Les clubs CPN mènent des activités strictement respectueuses des écosystèmes naturels, de la faune et de la flore sauvages.
- Les clubs CPN portent les valeurs de partage et de respect mutuel. Dans cet esprit, les membres CPN s'abstiennent d'exprimer des opinions d'ordre idéologique (politiques ou  religieuses) lors des activités de club et s'engagent à "respecter les droits de l'homme et les droits de l'enfant.
- Les clubs CPN constituent enfin des écoles de la "citoyenneté" où chacun quel que soit son âge peut s'exprimer et prendre des responsabilités pour faire aboutir des projets communs. Appartenir à un club, c'est aussi s'initier à la vie coopérative, aux règles démocratiques et à la vie en société. C'est aussi apprendre la vie citoyenne par la participation à la protection de la nature, la pratique des institutions, etc.